# 2046
L'any 2046 (MMXLVI) serà un any comú que començarà en dilluns segons el calendari gregorià, l'any 2046 de l'era comuna (CE) i Anno Domini (AD), el 46è any del tercer mil·lenni, el 46è any del segle xxi, i el setè any de la dècada del 2040.

## Esdeveniments previstos

Eclipsi solar del 2 d'agost

Països Catalans
Resta del món
- 2 d'agost - Eclipsi solar total[1]Eclipsi solar del 2 d'agost

## Naixements
Països Catalans
Resta del món

## Necrològiques
Països Catalans
Resta del món